# Wrocławski Tor Wyścigów Konnych – Partynice

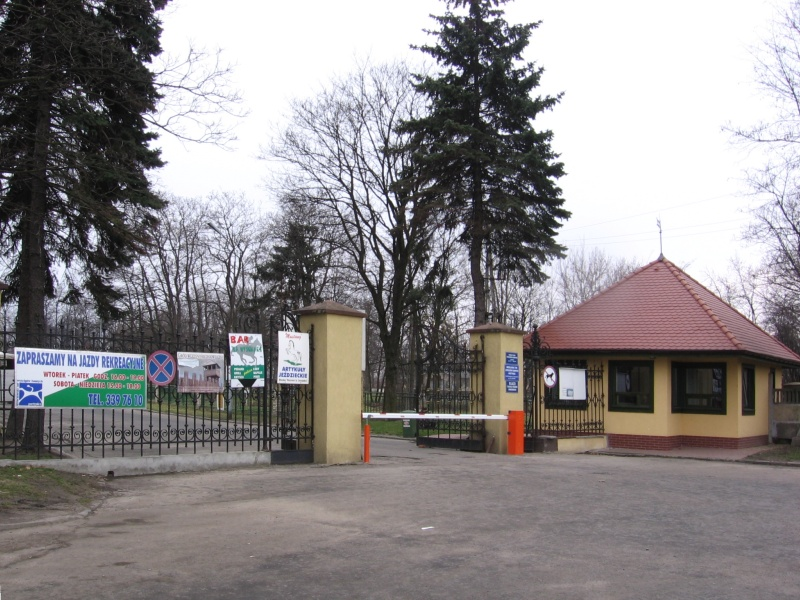
Brama wjazdowa

Wrocławski Tor Wyścigów Konnych – Partynice jest jednostką organizacyjną Gminy Wrocław, działającą w formie jednostki budżetowej, nie posiada osobowości prawnej. Leży na terenie osiedla Partynice.
Tradycja rozgrywania gonitw konnych we Wrocławiu sięga średniowiecza, ale pierwszy wrocławski tor wyścigów konnych powstał w 1833 roku. Obejmował część terenu obecnego Ogrodu Zoologicznego i Hali Stulecia wraz z przyległymi pergolami. W dniu 31 maja 1833 roku po raz pierwszy rozegrano gonitwy konne na szczytnickim torze. Od roku 1870 wyścigi odbywają się już w połączeniu z totalizatorem konnym. Umowa dzierżawna dla szczytnickiego toru wygasała w 1907 r., dlatego dwa lata wcześniej Śląski Związek Hodowców Koni i Wyścigów Konnych kupił 70 ha ziemi na Partynicach pod budowę nowego toru. Obiekt na Partynicach, według projektu R. Jurgensa z Hamburga, został sfinansowany dzięki pożyczce przyznanej Związkowi przez władze miasta oraz końskim loteriom urządzanych przez Związek. Otwarcie toru wyścigowego na Partynicach nastąpiło w 1907 r. i zbiegło się z jubileuszem 75-lecia Śląskiego Związku Hodowców Koni i Wyścigów Konnych.
Przed I wojną światową na Partynicach odbywały się  wyścigi o wysokiej randze i znaczącej sumie nagród. W okresie międzywojennym nadal cieszyły się bardzo dużą popularnością, mimo że z powodu kryzysu gospodarczego straciły na znaczeniu. Nawet jednak wówczas wrocławski tor, podobnie jak inne tory prowincjonalne, był dofinansowywany przez Ministerstwo Rolnictwa ze względu na szczególne znaczenie dla hodowli. Warto dodać, że konie ścigały się tutaj nawet w czasie II wojny światowej – do 1941 r.
Druga wojna światowa nie przyniosła większych zniszczeń, zdewastowaniu uległa jedynie bieżnia wyścigowa. Pierwszą gonitwę po wojnie wrocławianie obejrzeli w 1952 roku; był to pokazowy wyścig koni arabskich, zorganizowany przy okazji zawodów hippicznych. Pierwszy regularny sezon wyścigowy rozpoczął się 11 lipca 1953 roku i od tamtej pory z roku na rok rosła liczba startujących we Wrocławiu koni. Kolejne trzy sezony to okres największego rozkwitu wrocławskich wyścigów w tamtych czasach. W 1955 roku odbyło się aż 28 mityngów wyścigowych, rozegrano 226 gonitw, w których biegało 148 rumaków. Wyścigi na Partynicach były wówczas ogromnie popularne nie tylko wśród wrocławian. Nie było jeszcze ekspozytur totalizatora konnego i do Wrocławia tłumnie przyjeżdżali grać w końskiego totka także mieszkańcy innych miast, zwłaszcza górnośląskich. Potem nastały dla Partynic lata chude, a w 1959, 1961 i 1962 roku w ogóle nie organizowano we Wrocławiu gonitw.
W początkowym okresie po wojnie najwięcej biegało na Partynicach arabów i właśnie tu rozgrywano najważniejsze gonitwy dla tej rasy. To we Wrocławiu, w jednej z gonitw dla koni arabskich, rozpoczynał w 1954 r. karierę jeden z najlepszych dżokejów w historii polskich wyścigów – Mieczysław Mełnicki, dziś trener. Również w 1954 r. wprowadzono na Partynicach gonitwy koni półkrwi. Jednym z jaśniejszych momentów w dziejach partynickiego toru był rok 1969, kiedy to w zastępstwie czeskiej Pragi stolica Dolnego Śląska gościła uczestników dorocznego mityngu z udziałem koni pełnej krwi angielskiej z Bułgarii, Czechosłowacji, NRD, Polski, Węgier i ZSRR. Partynice były świadkiem ogromnego sukcesu polskich koni, które pod względem sumy wygranych nagród zajęły drugie miejsce za rumakami węgierskimi, bijąc rzadko przegrywającą ekipę Związku Radzieckiego. Po okresie zastoju wyścigi na Partynicach ponownie rozkwitły dopiero w połowie lat siedemdziesiątych, ale wówczas ścigały się już tylko konie półkrwi. Pod koniec lat osiemdziesiątych XX wieku znów pojawiły się oznaki kryzysu. W 1993 roku, po przeszło trzydziestu latach, wyścigi ponownie zniknęły z Partynic, ale tylko na jeden sezon.
W 2012 r. konie półkrwi po raz ostatni ścigały się na Partynicach, a rok później, dzięki staraniom Dolnośląskiego Towarzystwa Wyścigów Konnych „Partynice”, pierwszy regularny sezon wyścigowy dla koni pełnej krwi angielskiej otworzył nowy rozdział w ponadstuletniej historii wrocławskiego toru. Oprócz folblutów – które rywalizują w gonitwach płaskich, płotowych i przeszkodowych – ścigają się tu również araby oraz kłusaki francuskie (które są obecne na Partynicach od 2004 r.).
Najważniejsze gonitwy rozgrywane na Partynicach – to Wielka Wrocławska (4-l. i st. konie, przeszkody 5000 m) z pulą nagród 175 tys. zł i Wielka Partynicka (4-l. i st. konie, płoty 4200 m) z pulą nagród 105 tys. zł oraz trzy gonitwy płaskie najwyższej kat. A: Nagroda Prezydenta Miasta Wrocławia (4-l. i st. konie, 2400 m), Nagroda Rutena (3-l. i st. konie, 2600 m) i Nagroda Konstelacji (3-l. i st. klacze, 2400 m), każda z pulą nagród 87,5 tys. zł. Wszystkie te gonitwy przeznaczone są dla koni pełnej krwi angielskiej i mają międzynarodowy charakter.
Tor na Partynicach został po II wojnie światowej włączony w skład przedsiębiorstwa Państwowe Tory Wyścigów Konnych, w którym wiodącą rolę odgrywał warszawski Służewiec. W 1994 roku przejęła go Agencja Własności Rolnej Skarbu Państwa, a w 1995 roku wzięła w dzierżawę gmina Wrocław, która trzy lata później została jego właścicielem i jest nim do dziś.
21 czerwca 1983 r. Mszę Świętą na terenie Wrocławskiego Toru Wyścigów Konnych odprawił papież Jan Paweł II. Miało to miejsce podczas drugiej pielgrzymki Ojca Świętego do Ojczyzny.